# Реваи, Йожеф
Йо́жеф Ре́ваи (венг. Révai József; 12 октября 1898, Будапешт — 4 августа 1959, Будапешт) — государственный и политический деятель Венгрии, писатель, литературовед, историк.

## Биография
Родился в еврейской семье, фамилия при рождении — Ледерер. Учился в коммерческой школе в Вене и Берлине. В ноябре 1918 года принимал участие в создании Коммунистической партии Венгрии (КПВ). Был членом редколлегии ЦО КПВ — газеты «Vörös Ujsag». После падения Венгерской советской республики в августе 1919 года эмигрировал в Вену. Затем жил в Чехословакии. Состоял в оппозиционной фракции Енё Ландлера, редактировал печатный орган оппозиции.
В 1926—1930 годах — член Заграничного бюро ЦК КПВ. В 1926 году, вернувшись нелегально в Венгрию, организовал издание газеты «Kommunista». Участвовал в работе VI конгресса Коминтерна в 1928 году. 
В 1930 году вернулся в Венгрию, где вёл подпольную работу в Венгрии, за что был арестован и осуждён. В 1930—1933 годах подвергался тюремному заключению и каторжным работам. В мае 1934 года эмигрировал в СССР, где преподавал в Международной ленинской школе. С 1937 года — член ЦК КПВ. Был членом Исполкома Коминтерна. Работая в Москве в Коминтерне, поддерживал связи с независимо мыслящими венгерскими коммунистами Дьёрдем Лукачем и Золтаном Санто.
В годы Второй мировой войны вёл работу среди венгерских военнопленных в СССР и на радиостанции имени Кошута. С осени 1944 года Й. Реваи в Венгрии, принимал участие в создании Венгерского национального фронта независимости. С 11 мая по 7 сентября 1945 года был членом Высшего национального совета.
В 1945—1948 годы член Политбюро ЦК КПВ, в 1948—1952 — Венгерской партии трудящихся (ВПТ). Курировал идеологию и культуру. В 1945—1950 — редактор газеты «Szabad Nép». По сообщению В. С. Абакумова, категорически возражал против ареста Ласло Райка.
В 1949—1953 годах — министр просвещения Венгрии. В 1953—1956 годы — заместитель председателя Президиума Венгерской народной республики (ВНР). В июле-октябре 1956 года — член Политбюро ЦК ВПТ, с 1957 года — член ЦК ВСРП.
Лауреат премии имени Кошута (1949), Почётный член Венгерской академии наук (с 1949 г.).

## Семья
- Сын — Габор Реваи (род. в 1947) — писатель, дипломированный философ, переводчик философской и художественной литературы, журналист. В 1960-х — участник оппозиционной молодёжной группы маоистского толка, разгромленной властями. В 1990-х — пресс-секретарь Будапештской мэрии.

## Сочинения
- Marksizmus, nepiesseg magyarsag, Budapest 1955
- Kulturalis forradalmunk kerdesei, Budapest 1952
- Valogatott irodalmi tanulmanyok, Budapest 1960
- Valogatott törtenelmi irasok, köt.1-2, Budapest 1966.